# Лъджа (дем Висалтия)
Вижте пояснителната страница за други значения на Лъджа.
Лъджа (на гръцки: Θερμά, Терма, до 1923 Λίτζα, Лидза) е село в Република Гърция, Егейска Македония, дем Висалтия. Селото има 574 жители според преброяването от 2001 година.

## География
Селото е разположено южно от град Сяр (Серес) в Сярското поле, в северното подножие на Богданската планина (Вертискос), на около 4 километра източно от град Нигрита.

## История
През XIX век и началото на XX век Лъджа е селище, числящо се към Сярската каза на Османската империя. Според Васил Кънчов („Македония. Етнография и статистика“) в началото на XX век Лъджа Дере има 300 жители, всички турци.

### В Гърция
След Междусъюзническата война в 1913 година селото попада в Гърция. В 1923 година името на селото е преведено на Терма. В него са заселени гърци бежанци. Според преброяването от 1928 година Лидзия (Λίτζια) е изцяло бежанско село с 92 бежански семейства и 363 души.
В 1950 година е построена църквата „Свети Георги“.